# Betaglykan
Betaglykan, neboli TGFBR III, je jedním ze skupiny receptorů, jejichž ligandem jsou proteiny z cytokinové rodiny TGF-β. Extracelulární receptorová část je tvořena 849 aminokyselinami a je intracelulárně propojena s krátkou cytoplazmatickou doménou. Jedná se o nejvíce exprimovaný typ TGFBR, nicméně na rozdíl od TGFBR I a II se buněčné signalizace účastní jen nepřímo. Jednotlivé isoformy TGFβ ale váže s vysokou afinitou a hraje důležitou roli jako koreceptor zprostředkovávající vazbu TGFβ na TGFBR II.
Vlastní kinázová aktivita u tohoto receptoru zatím nebyla popsána, z hlediska TGFβ signalizace je tedy obecně považován za nesignální receptor či koreceptor. Studium myších knock-outů pro Tgfbr3 gen ale ukázalo zásadní vliv na správný vývoj orgánů a celkovou viabilitu použitých zvířat. V rámci stejné studie nebyly zjištěny signifikantní změny ve Smad signalizaci typické pro TGFBR I a II. Tato skutečnost naznačuje, že další, doposud nepopsané funkce betaglykanu mohou být zprostředkovány pro TGFBR neklasickými signálními drahami.

## Funkce jednotlivých domén
Betaglykan je v rámci organismu exprimován celou řadou buněk, a to v podobě membránově vázaného receptoru, nebo jako solubilní protein, který může interagovat s extracelulární matrix (ECM). Vznik solubilního betaglykanu je zprostředkován metaloproteinázami a dalšími enzymy přítomnými v ECM. Proteolytickým štěpením dochází k uvolnění ektodomény, která obsahuje dvě vazebná místa pro TGFβ. Volný betaglykan je vzhledem k vysoké afinitě vůči TGFβ důležitým faktorem z hlediska depozice a neutralizace tohoto cytokinu v rámci ECM. Poměr membránové a solubilní varianty v organismu tedy výrazně ovlivňuje dostupnost TGFβ a související intracelulární signalizaci.
Svou cytoplazmatickou doménou může betaglykan interagovat s tzv. "scaffold" proteiny uvnitř buňky, jako je GIPC nebo β-arrestin 2. Tyto intracelulární interakce nemají vliv na funkčnost ektodomény ani na její afinitu k TGFβ, ale mohou ovlivňovat buněčnou migraci a celkovou odpovídavost dané buňky k působení TGFβ.
K opětovnému uvolnění cytokinu může docházet např. díky proteolytické aktivitě pro-apoptické serinové proteázy - granzymu B. Definitivního odbourávání betaglykanu se pak účastní plasmin - serinová proteáza přítomná v krvi, aktivovaná v rámci zánětlivých reakcí.